# Giovanni Maria Philippi

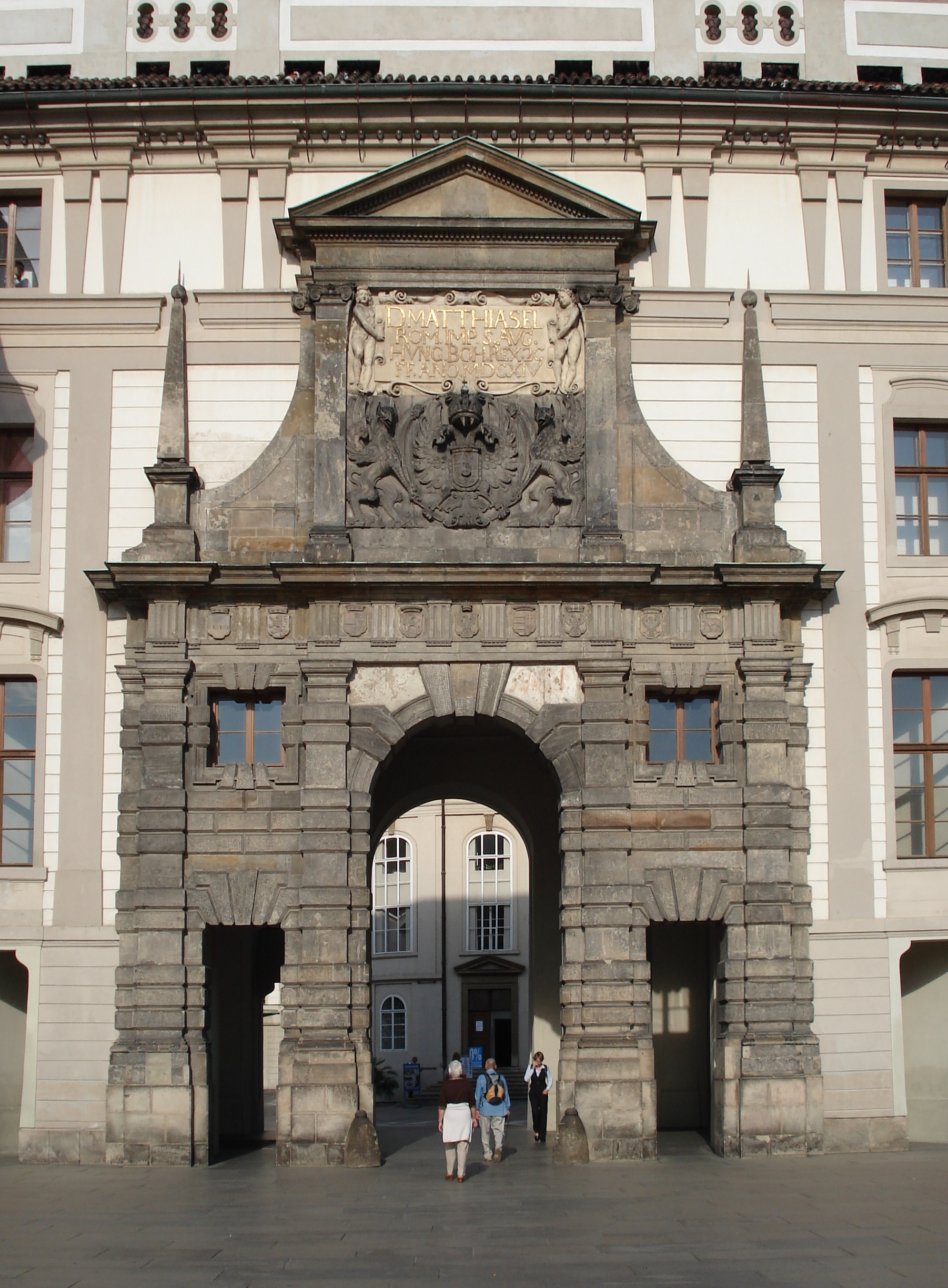
Matthias-Tor auf der Prager Burg

Giovanni Maria Philippi (ital. Giovanni Maria Filippi) (* um 1565 in Dasindo/Trentino; † nach 1630 in Brünn) war ein österreichisch-italienischer Architekt und Baumeister des Manierismus und des Frühbarock in Böhmen und Mähren und kaiserlicher Hofarchitekt in Prag.

## Leben
Philippi stammte aus Dasindo, OT von Comano Terme im Trentino. Seine Eltern waren Bartolomeo Philippi und dessen Frau Pasqua. Er erlernte zunächst den Beruf des Steinmetz und Bildhauers in Innsbruck und Trient. Mit seiner Frau Biaggio di Francesco Olivieri, verheiratet seit 1595, hatte er drei Kinder: den Sohn Antonio (* 1596), die Tochter Maria (* 1600) und den Sohn Rodolfo (* 1606). Im Jahr 1600 zog die Familie nach Rom, wo er Architektur studierte.
In den Jahren 1602–1616 arbeitete er in Prag als Hofbaumeister und kaiserlicher Architekt für Rudolf II. und Kaiser Matthias, er lebte mit seiner Familie auf der Prager Burg. Bei der Taufe seines Sohns Rodolfo im Jahre 1606 im Prager Veitsdom war auch ein Stellvertreter des Taufpaten Kaiser Rudolf II. anwesend.  Er wurde 1610 vom Kaiser in den Adelsstand erhoben. Sein Schwiegersohn Giovanni Oliviero de Olivieri war bei Philippis Bauprojekten (zum Beispiel bei den Hofstallungen) als Stuckateur beteiligt.
In Prag war Philippi für alle Bauarbeiten auf der Prager Burg und in den Gärten verantwortlich, so z. B. ab etwa 1604 für den Neubau der sogenannten Spanischen Stallungen nördlich des Zweiten Schlosshofes. Er war außerdem für die Königsschlösser in Mittelböhmen in der Nähe von Prag, z. B. in Brandýs, Lysá und Přerov an der Elbe zuständig.
Filippi gehörte neben Paolo della Stella († 1552), Bonifaz Wohlmut (1510–1579), Ulrico Aostalli de Sala (um 1525–1597) und Giovanni Gargiolli († 1608) zu den wichtigsten Renaissance-Architekten am kaiserlichen Hof in Prag. Philippi gilt als typischer Vertreter der rudolfinischen Architektur, vertrat aber eine Stilsprache, die sich zunehmend an den aktuellen Entwicklungen des Frühbarock in Rom orientierte. Sein Entwurf des Matthiastors (1614) in Form eines Triumphbogens als ursprünglicher Westeingang zur Prager Burg ist ein hervorragendes Beispiel dieser Stiltendenz.
Philippi hat in Prag außerdem für den Adel und die Stadt, vor allem auf der Prager Burg und der Prager Kleinseite, gearbeitet. In den Jahren 1610–1611 reiste er nach Rom und München.
Im November 1616 wurde er vor Gericht der Veruntreuung von Baumaterialien beschuldigt, woraufhin er Prag verließ. Ab 1617 arbeitete er in Mähren und lebte danach in Brünn, wo er 1619 das Stadtrecht erhielt und in der Nähe der Jesuitenkirche Mariä Himmelfahrt ein Haus für seine Familie erwarb. Im Dienst von Karl von Liechtenstein entwarf er ab 1621 Pläne für die Wallfahrtskirche Mariä Geburt in Vranov bei Brünn mit der Grablege für das Haus Liechtenstein in der Krypta dieser Kirche.
Er war auch am Bau einer Villa für Karl von Liechtenstein in Eisgrub beteiligt.
Außerdem erstellte er den Entwurf für das Schloss Moravská Třebová für Ladislav Velen von Zerotein.
Im Jahre 1620 ist auch ein Auftrag für Ladislaus von Schleinitz belegt.

## Projekte
Giovanni Maria Philippi war an den Entwürfen für folgende Bauten beteiligt, wobei er als Hofbaumeister bei Großprojekten die Änderungen entsprechend den Wünschen des Kaisers durchführte und die Bauausführung dann den speziell ausgewählten Baumeistern überließ.
- Umbau der gotischen Kirche Santa Maria Assunta in Dasindo (1596) u. a. Ausbau der Vierung mit dem Bau von Kuppeln, Neugestaltung der Fassaden, Giebel und des neuen Portals (von ihm signiert)[5]
- Pfarrkirche St. Rochus in Prag-Strahov (1602–1611)
- Westliche Hofstallungen (Marstall) und Spanischer Saal über den Stallungen im 2. Hof auf der Prager Burg (um 1604–1606), eventuell in Zusammenarbeit mit Joseph Heintz dem Älteren
- Kaiserliches Haus (Císařský dům) Nr. 290 für Rudolf II. in Plzeň (Pilsen), nám. Republiky, neben dem Rathaus (1606–1607)
- Schloss in Brandýs nad Labem (Brandeis an der Elbe)
- Schloss in Přerov nad Labem (Prerow an der Elbe)
- Schloss Lysá nad Labem (Lissa an der Elbe)
- Schloss Benátky nad Jizerou (Benatek)
- Schloss Chlumec nad Cidlinou (Chlumetz an der Cidlina)
- Fasanerie unterhalb der Prager Burg (1604)[6]
- Mühle in Prag-Bubeneč
- Wiederaufbau der Hofkirche Mariä Himmelfahrt in Neuburg an der Donau
- Augustiner-Eremitinnenkloster St. Katharina in der Prager Neustadt
- Neubau des Augustiner-Eremiten-Klosters St. Thomas auf der Prager Kleinseite
- Umbau der Hofburg in Innsbruck (1611)
- evangelisch-lutherische Kirche der hl. Dreifaltigkeit auf der Prager Kleinseite (1611–1613), erste Barockkirche von Prag, diese wurde 1624 in die katholische Kirche Maria vom Siege mit dem Karmelitenkloster umgewandelt
- evangelische Salvator-Kirche der Böhmischen Brüder in der Prager Altstadt am Altstädter Ring (1611–1614)
- Trauer-Katafalk (Castrum doloris) für Kaiser Rudolf II. im Prager Veitsdom (1612)[7]
- Basilika Mariä Himmelfahrt in Stará Boleslav (1613), gebaut 1613–1625 von Jacopo de Vaccani aus Porlezza
- Neubau der Kirche Mariä Himmelfahrt in Arco im Trentino, Baubeginn war 1613, Weihe 1671[8]
- Matthias-Tor (1614), jetzt Eingangsfassade zum zweiten Hof der Prager Burg
- ehem. Rathaus der Prager Kleinseite, jetzt Malostranská beseda (1616 Projekt), gebaut 1617–1620 von Giovanni Maria Bussi de Campione
- Schloss Moravská Třebová
- Wallfahrtskirche mit Krypta – Grabkapelle der Familie Liechtenstein in Vranov (Wranau bei Brünn), Bauausführung 1621–1630 durch Andrea Erna

## Bildergalerie
Eine Auswahl von Bauten, an denen G. A. Philippi mit Entwürfen beteiligt war.

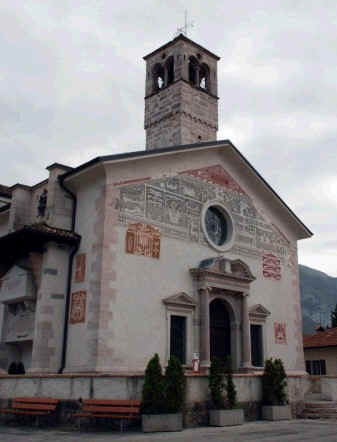
Pfarrkirche Dasindo im Trentino
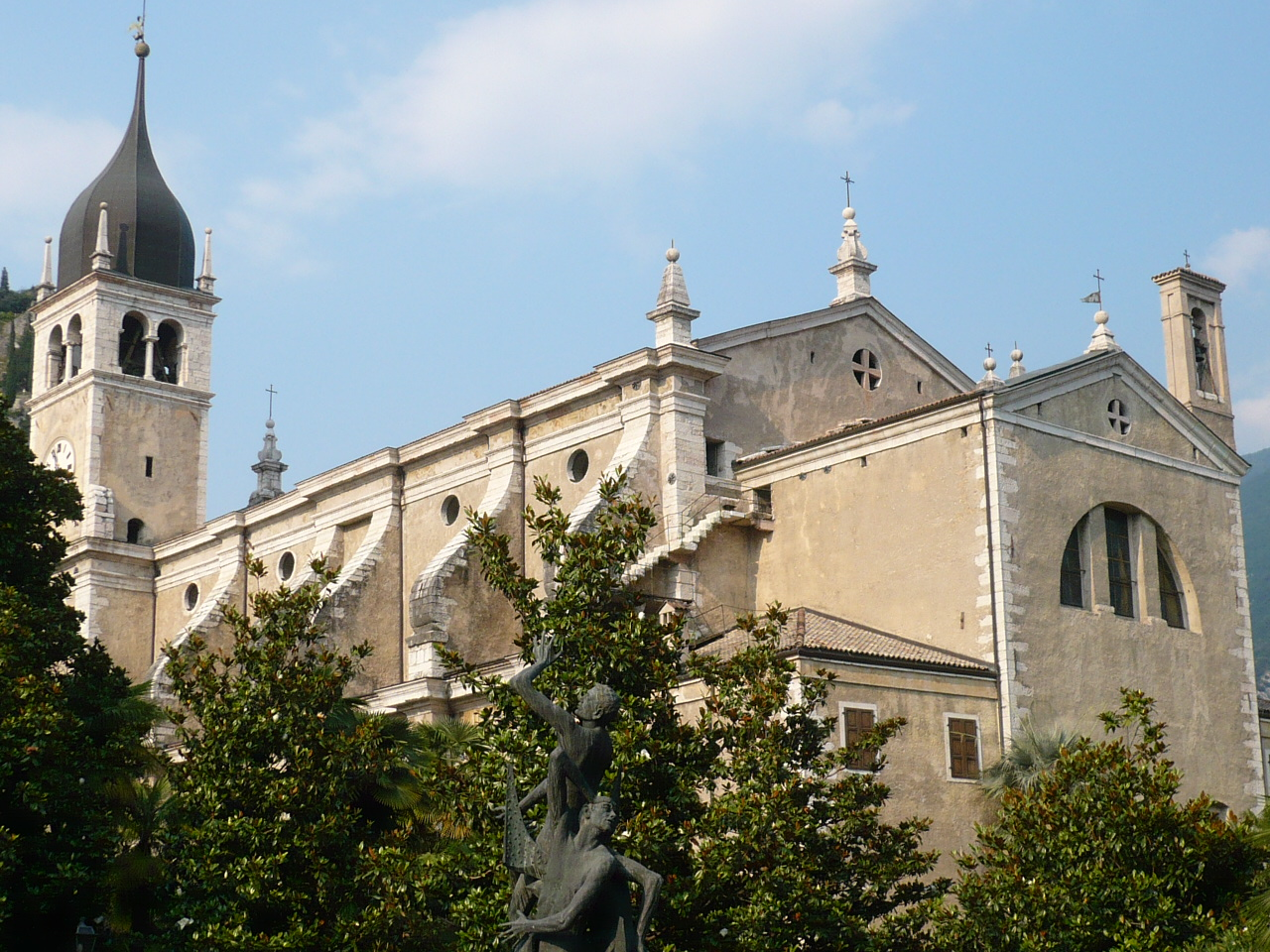
Kirche Mariä Himmelfahrt in Arco im Trentino
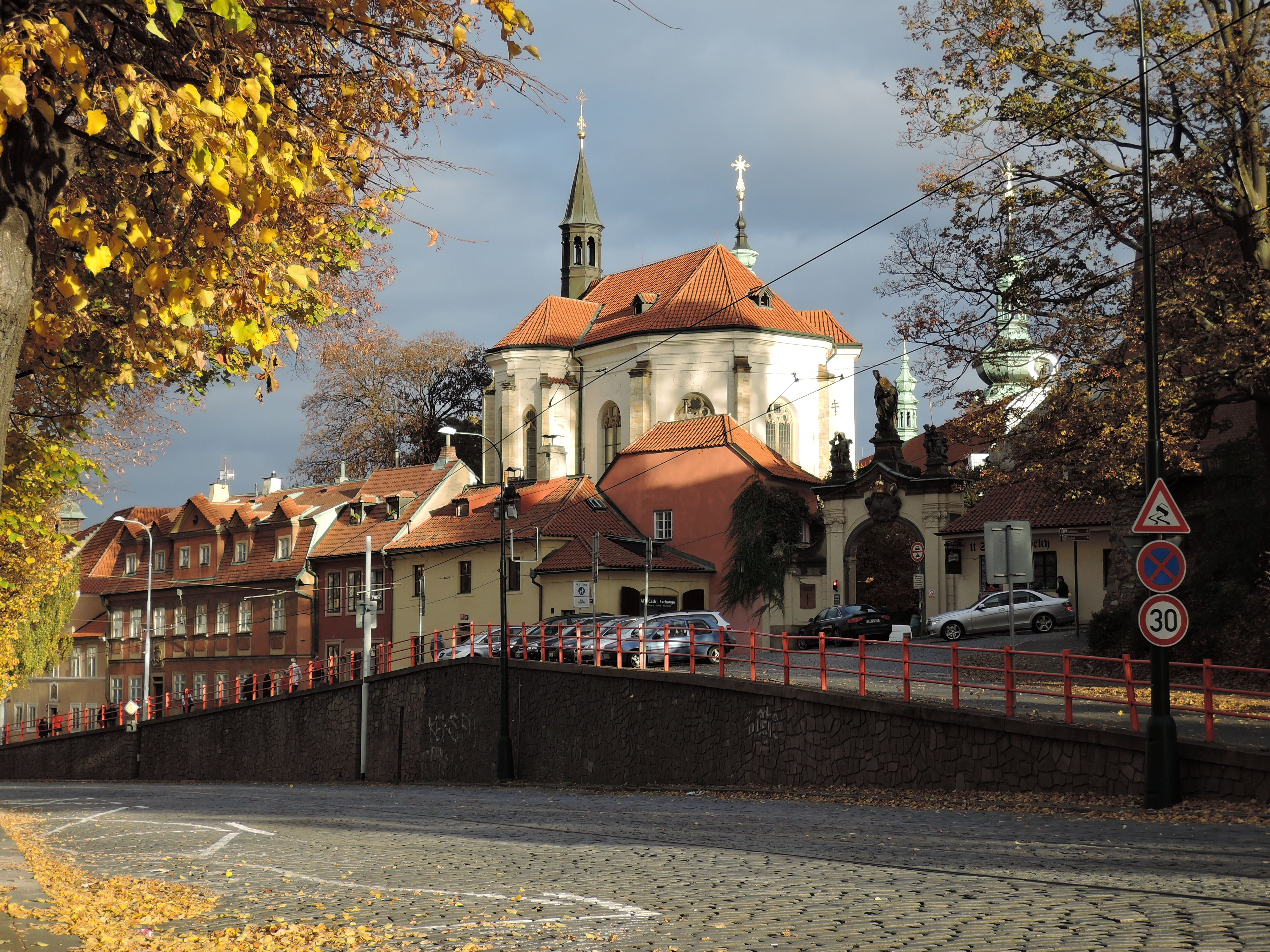
Kirche St. Rochus in Prag-Strahov
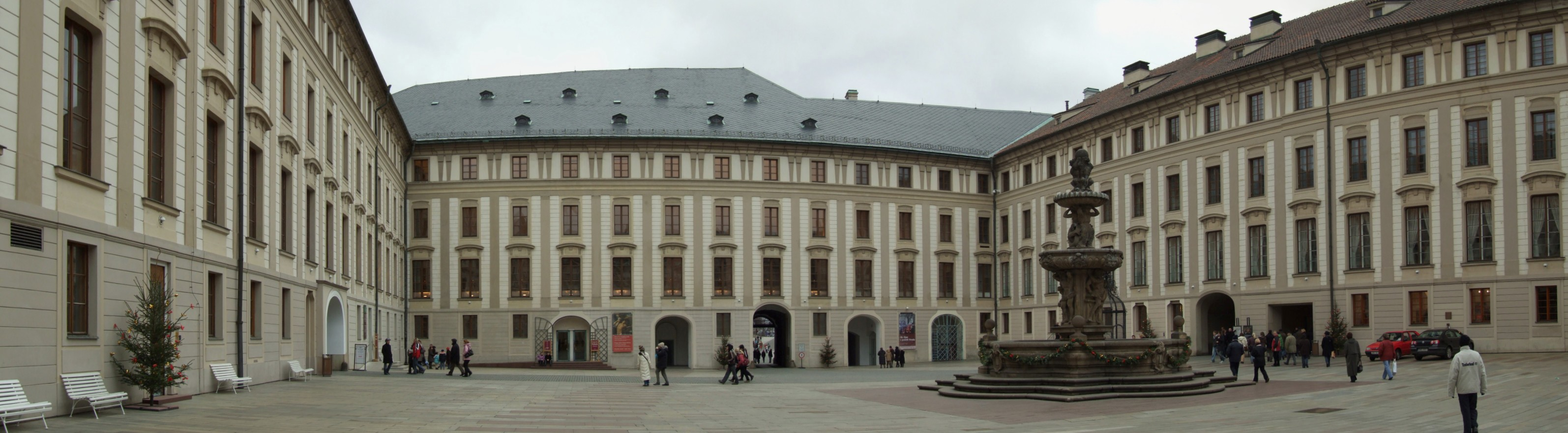
Hofstallungen und Spanischer Saal im 2. Hof der Prager Burg
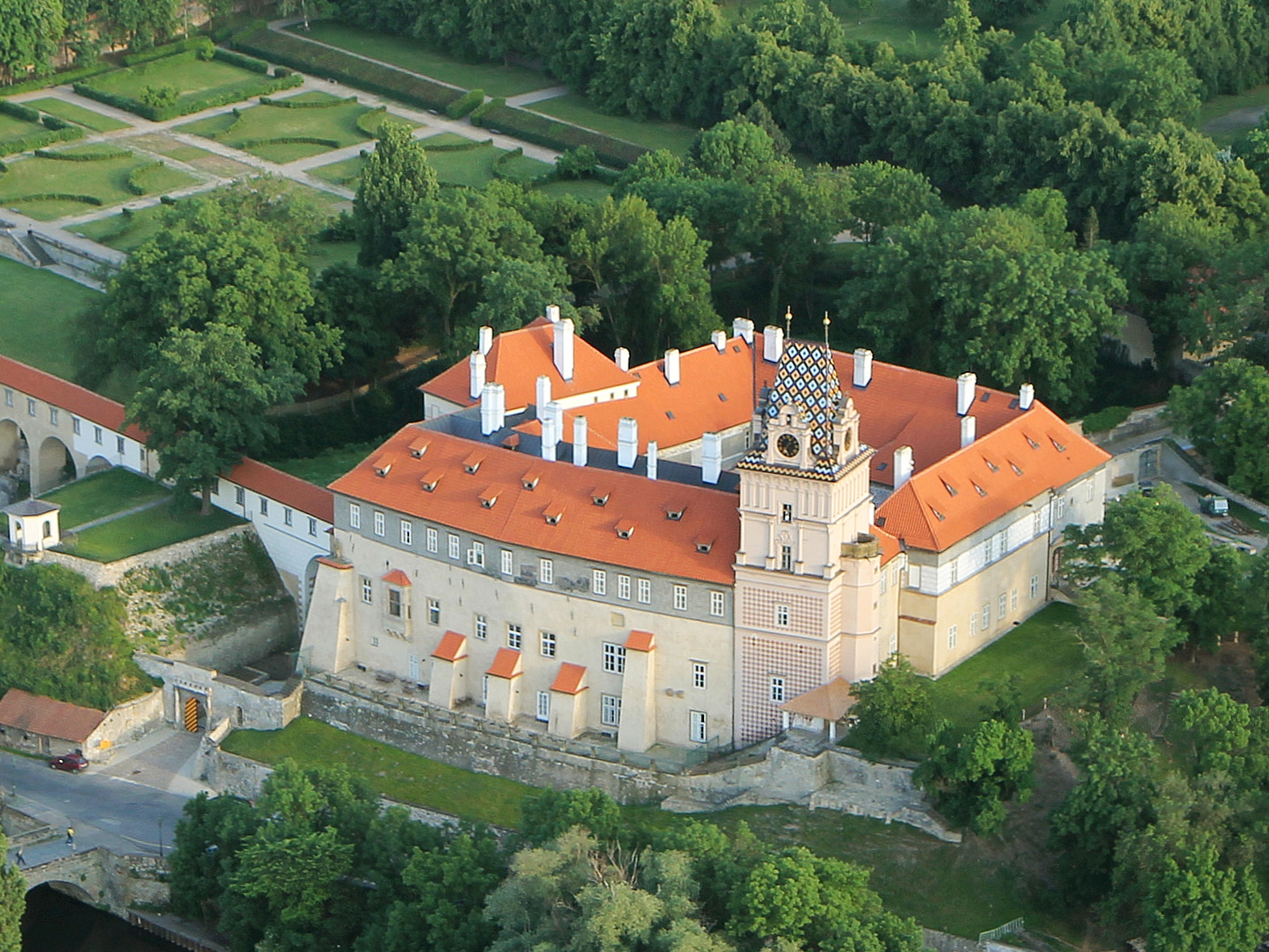
Schloss Brandýs nad Labem
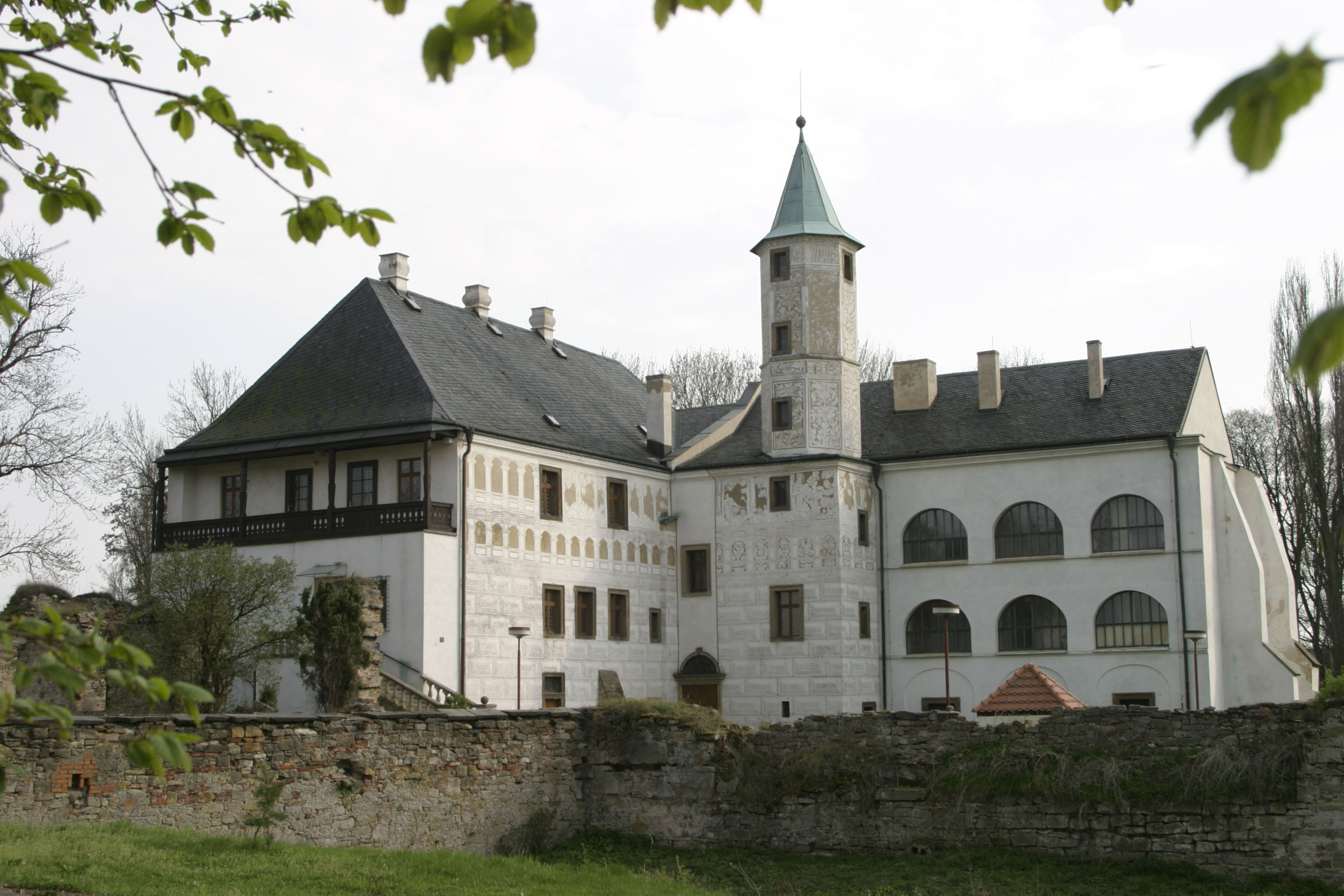
Schloss Přerov nad Labem
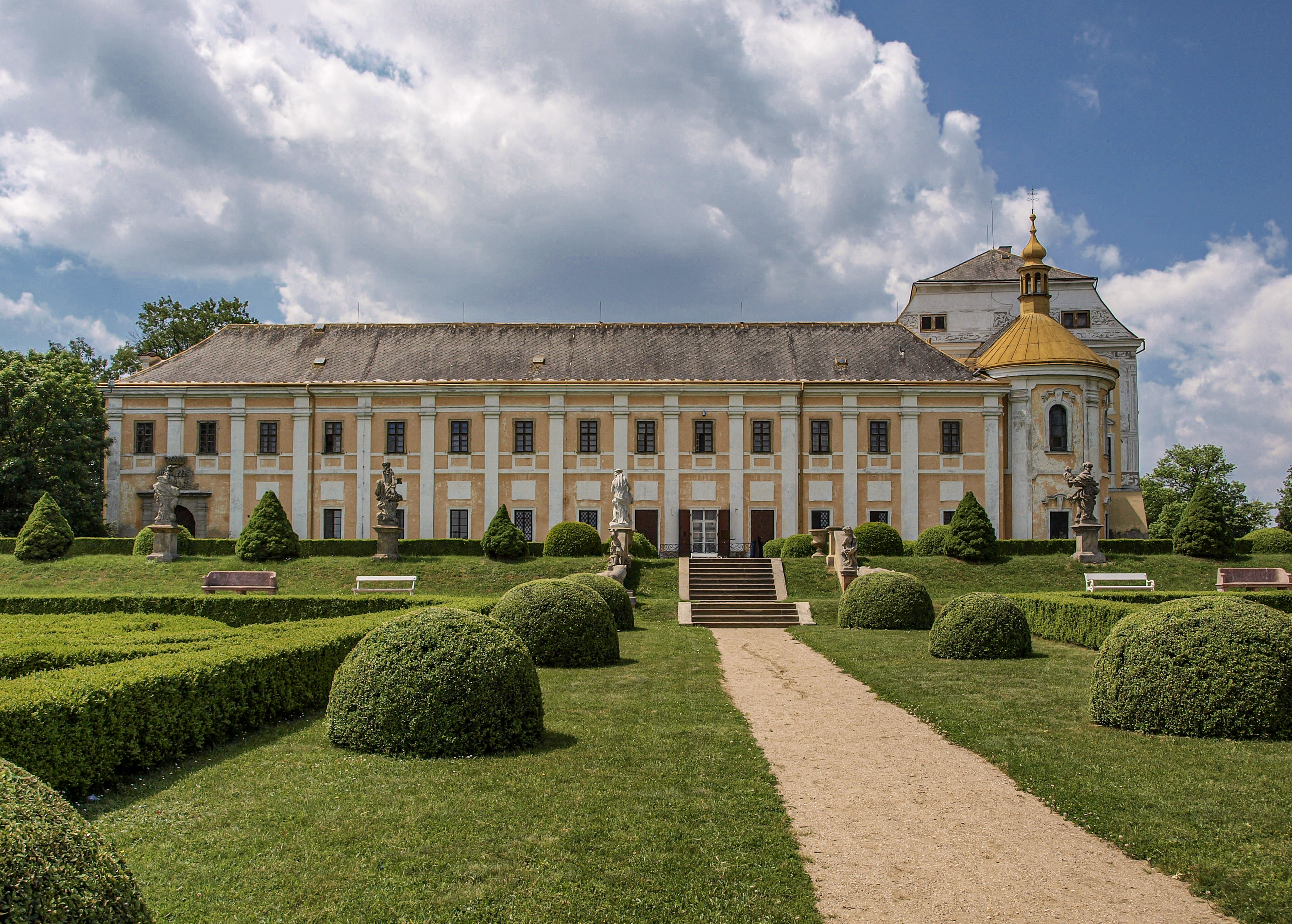
Schloss Lysá nad Labem
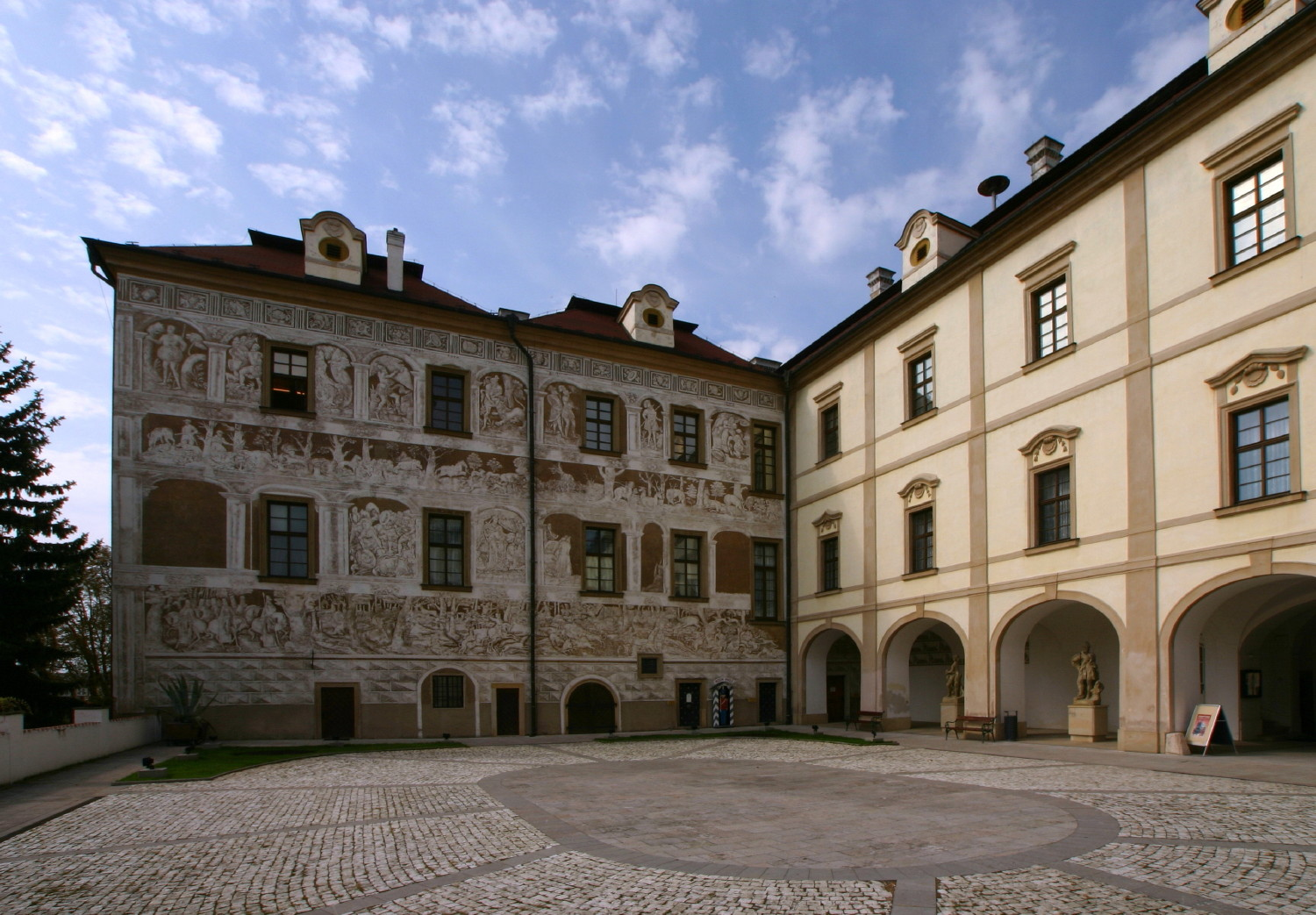
Schloss Benátky nad Jizerou
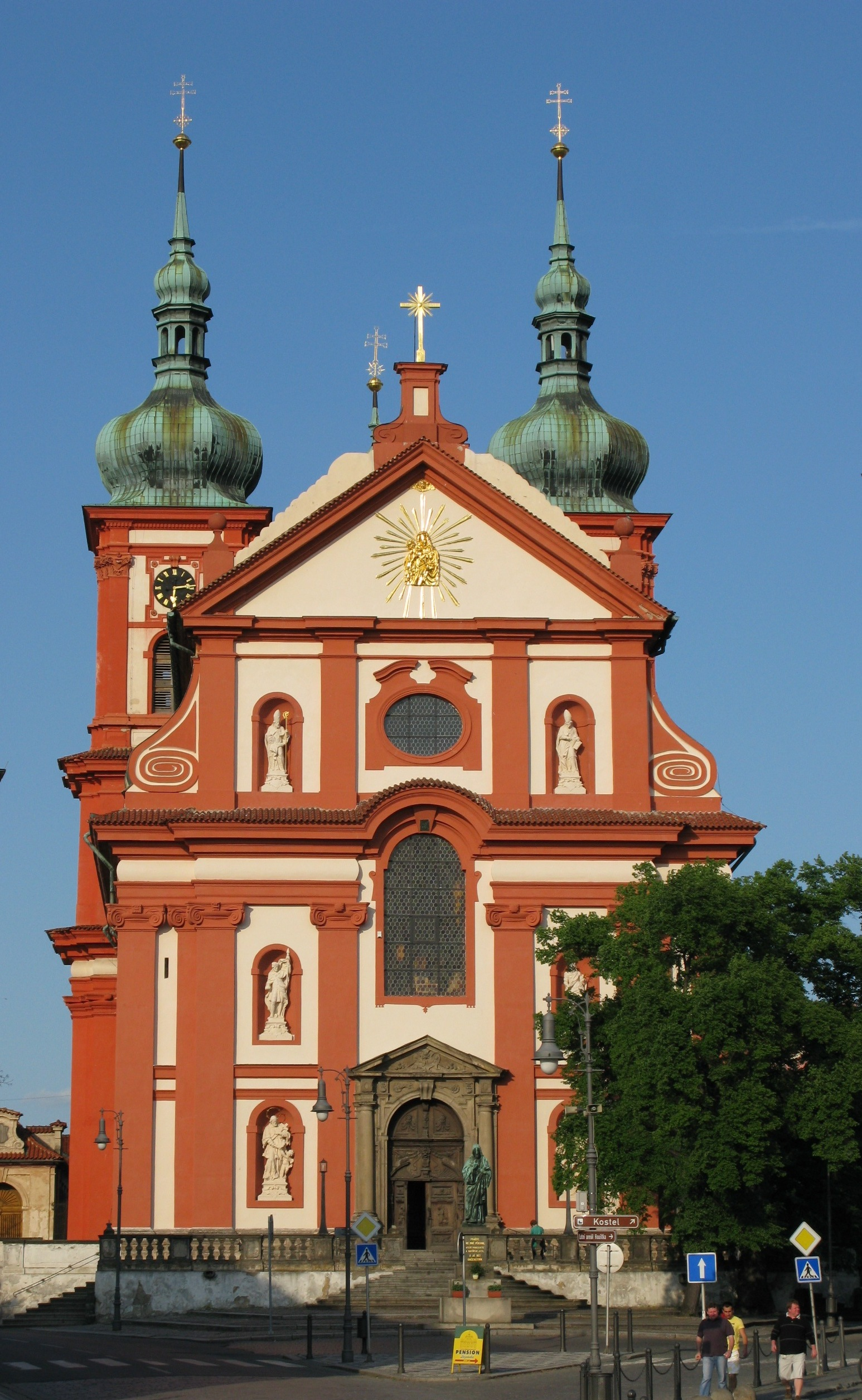
Kirche Mariä Himmelfahrt in Stará Boleslav
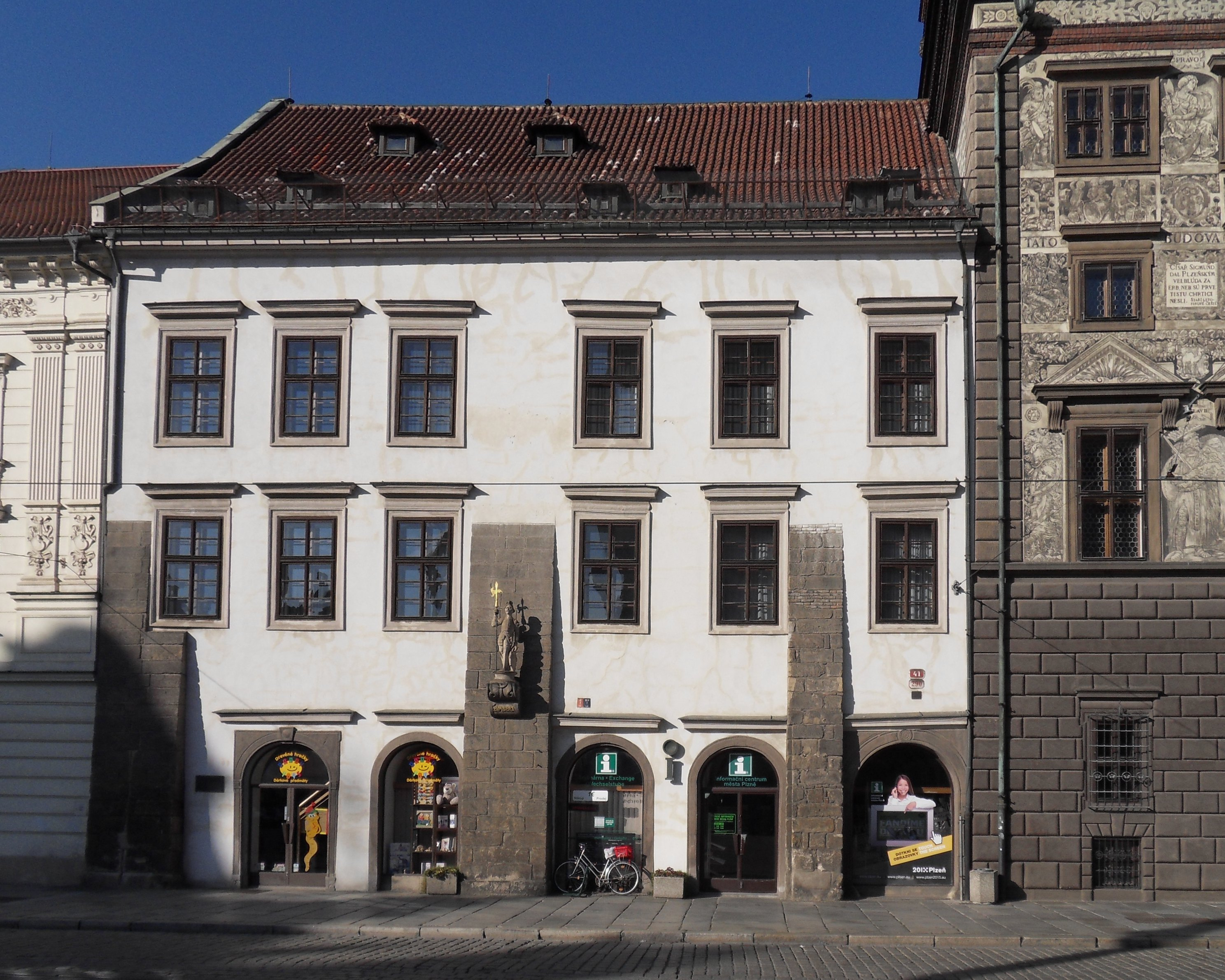
Kaiserliches Haus in Pilsen
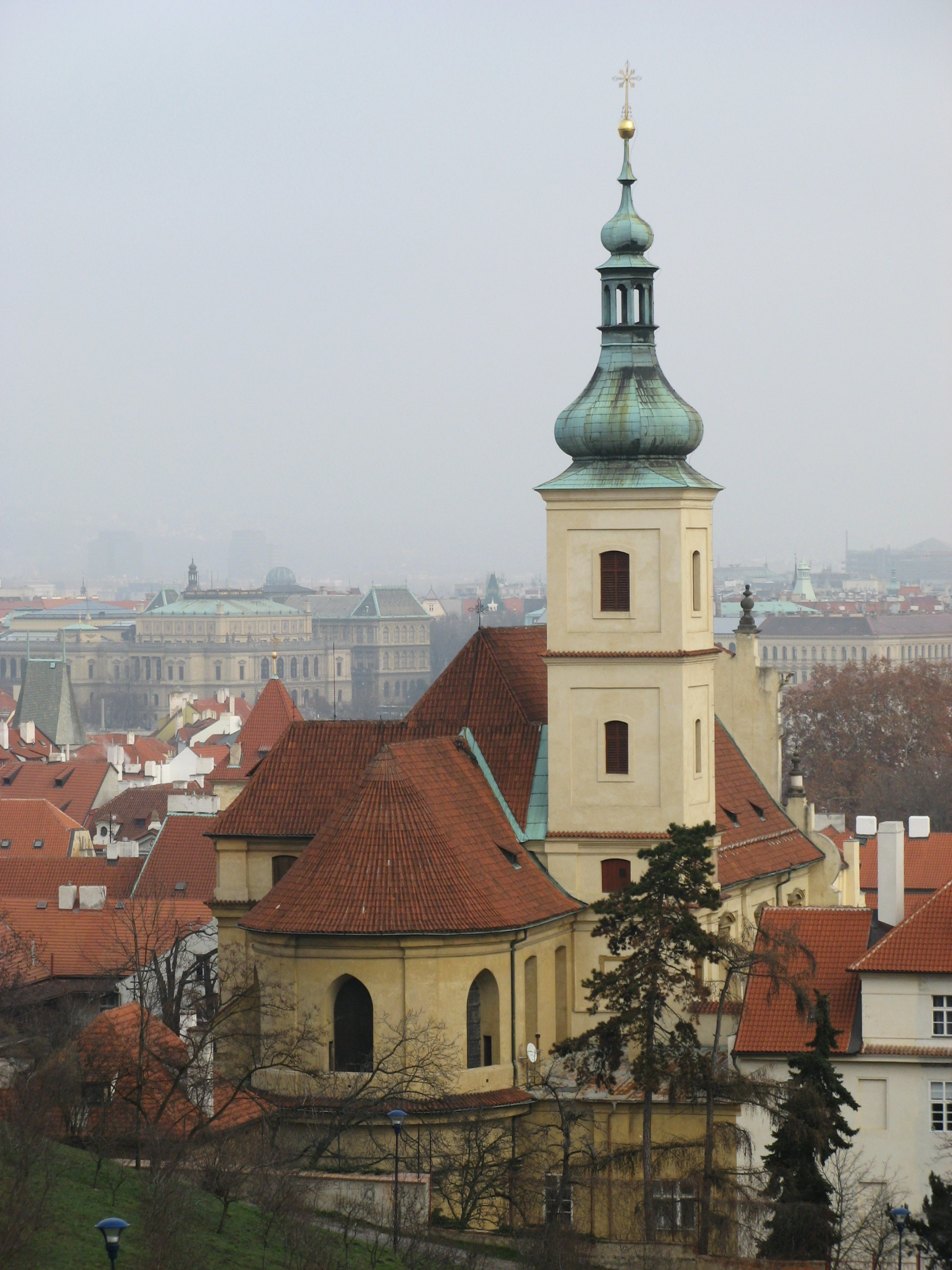
Evang. Kirche der hl. Dreifaltigkeit, jetzt kath. Kirche Maria vom Siege in Prag
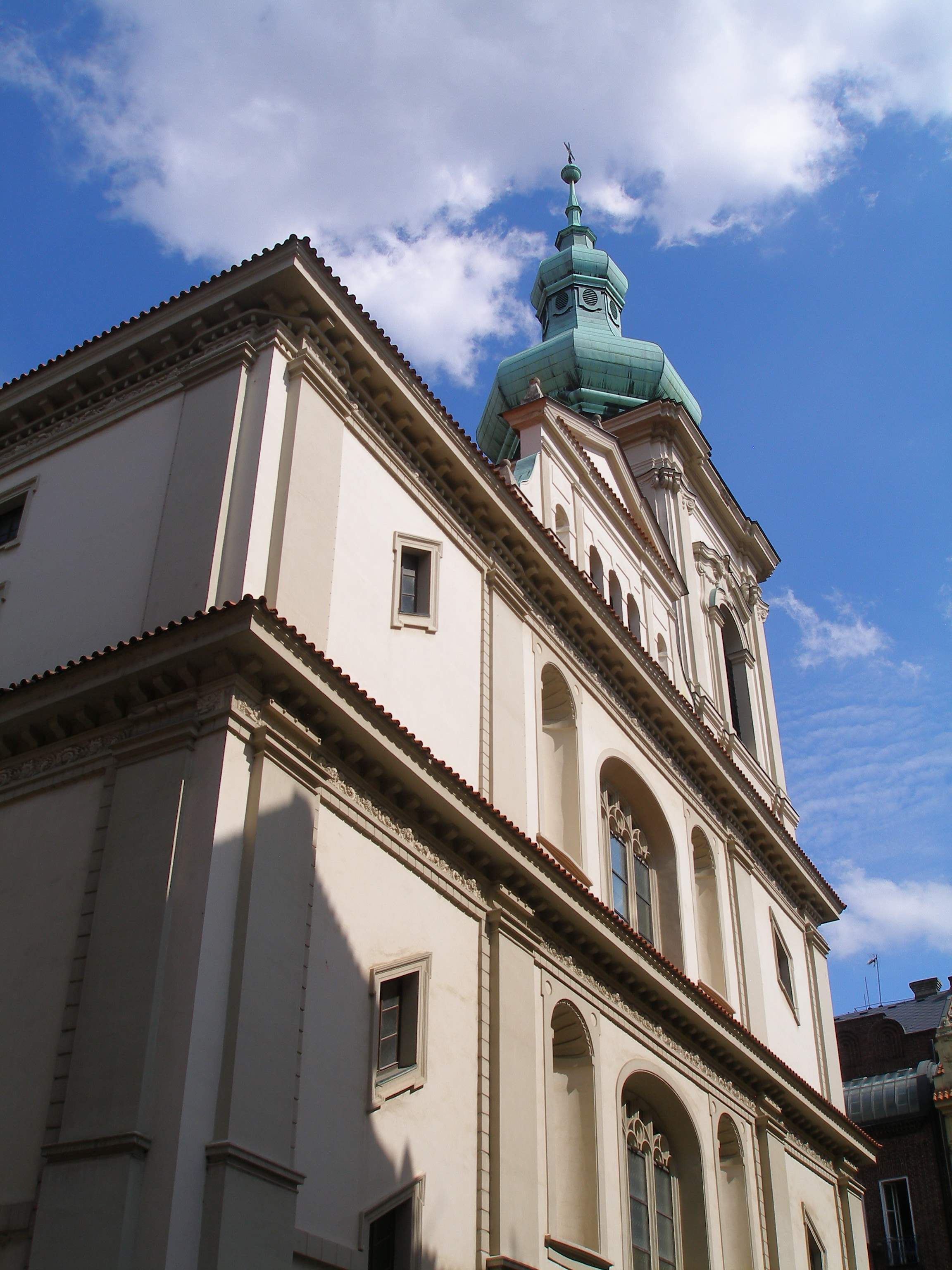
Evangelische Salvatorkirche in Prag
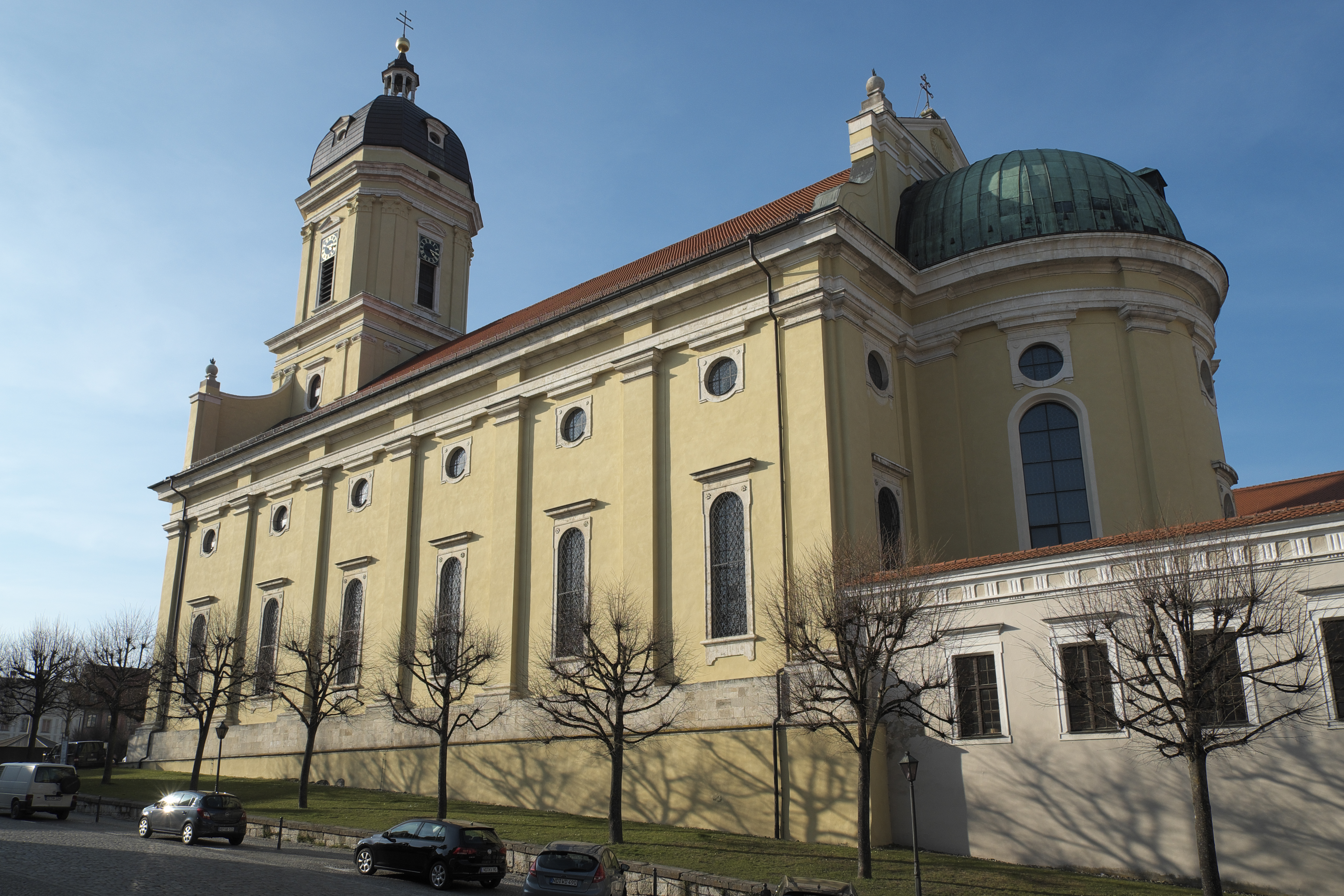
Hofkirche Neuburg an der Donau
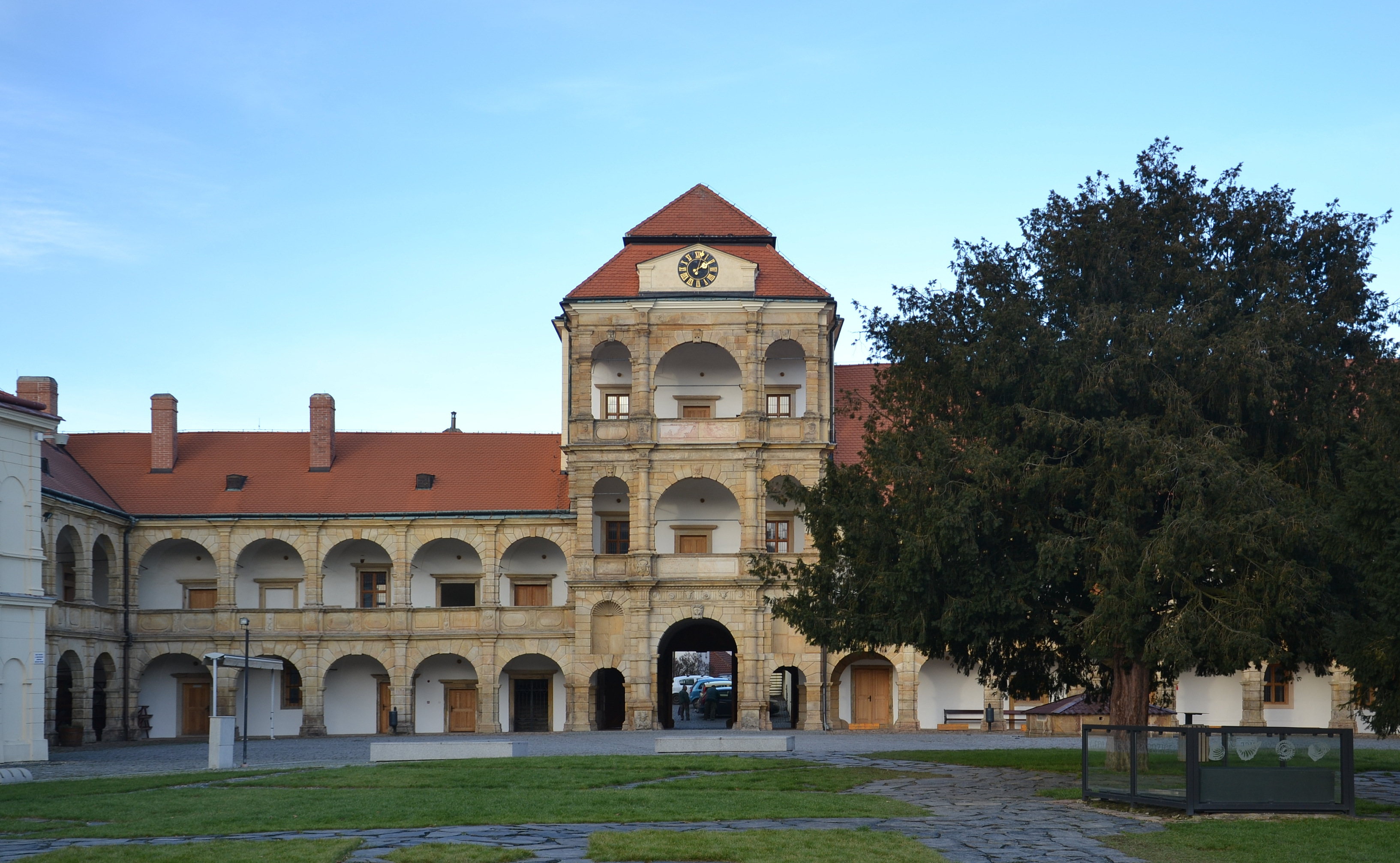
Schloss Moravská Třebová